# 당리중학교
당리중학교(堂里中學校)는 대한민국 부산광역시 사하구 당리동에 있는 공립 중학교이다.

## 학교 연혁
- 1967년 9월 8일 : 부산구덕여자중학교 설립인가
- 1968년 3월 7일 : 제1회 신입생 6학급 371명 입학
- 1969년 12월 13일 : 부산서여자중학교로 교명 변경
- 1970년 3월 10일 : 당리동 현재의 신축교사로 이전(36교실)
- 1971년 2월 21일 : 제1회 졸업생 349명 졸업
- 2003년 3월 1일 : 당리중학교로 교명 변경(남녀공학)
- 2008년 3월 20일 : 학력신장 프로젝트 선정
- 2015년 11월 19일 : 인성교육 시범학교 성과보고회
- 2017년 3월 1일 : STEAM 연구 선도학교(2년간 운영) (시교육청)
- 2022년 2월 28일 : 학교 강당(당리움) 완공
- 2022년 9월 1일 : 제21대 이상석 교장 취임
- 2025년 2월 6일 : 제55회 졸업식(140명, 누계 26,649명)
- 2025년 3월 4일 : 제58회 입학식(175명)

## 참고 자료
- 당리중학교 - 한국교육학술정보원 학교알리미